# 2004年アメリカグランプリ
2004年アメリカグランプリは、2004年F1世界選手権の第9戦として、2004年6月20日にインディアナポリス・モーター・スピードウェイで開催された。

## 概要
アメリカグランプリとして当地で2000年より開催されているが、すべてブリヂストンタイヤ装着チームが勝利を挙げている。また、フェラーリとブリヂストンは、この時点で2004年シーズンにおいて8戦7勝と圧倒的な強さを示している。フェラーリにとっては過去に4年間で3勝と相性のよいサーキットでもある。

## 予選

### 1回目
このセッションはルーベンス・バリチェロが好調でこのセッショントップタイムを記録する。しかし、2番手ファン・パブロ・モントーヤから9番手のミハエル・シューマッハまでの8台が僅か0.305秒差にひしめく拮抗したセッションとなった。

### 2回目
ヤルノ・トゥルーリはギアボックスの不調でタイムアタックを諦め、最後尾からの決勝スタートとなった。バリチェロがタイムアタックを行うまで、今回でF1出走150戦目を迎えるオリビエ・パニスが7番手。モントーヤも1分10秒台に入ることができず4番手とミハエルが依然暫定トップに立つ。佐藤琢磨がこの時点で2番手だったが、最終アタッカーのバリチェロが暫定トップのミハエルを0.177秒上回る1'10.223で、今シーズン初のポールポジションを獲得した。
この結果、フロントローにフェラーリ勢、セカンドローにB・A・R勢、サードローにウィリアムズ勢ときれいに3チームが並ぶ形になった。

### 結果
| 順位 | No | ドライバー                 | チーム                   | 1回目    | 2回目    |
| ---- | -- | -------------------------- | ------------------------ | -------- | -------- |
| 1    | 2  | ルーベンス・バリチェロ     | フェラーリ               | 1'09.454 | 1'10.223 |
| 2    | 1  | ミハエル・シューマッハ     | フェラーリ               | 1'10.129 | 1'10.400 |
| 3    | 10 | 佐藤琢磨                   | B・A・R・ホンダ          | 1'10.002 | 1'10.601 |
| 4    | 9  | ジェンソン・バトン         | B・A・R・ホンダ          | 1'10.115 | 1'10.820 |
| 5    | 3  | ファン・パブロ・モントーヤ | ウィリアムズ・BMW        | 1'09.824 | 1'11.062 |
| 6    | 4  | ラルフ・シューマッハ       | ウィリアムズ・BMW        | 1'10.003 | 1'11.106 |
| 7    | 6  | キミ・ライコネン           | マクラーレン・メルセデス | 1'11.415 | 1'11.137 |
| 8    | 17 | オリビエ・パニス           | トヨタ                   | 1'09.923 | 1'11.167 |
| 9    | 8  | フェルナンド・アロンソ     | ルノー                   | 1'10.078 | 1'11.185 |
| 10   | 15 | マーク・ウェバー           | ジャガー・コスワース     | 1'11.444 | 1'11.286 |
| 11   | 16 | クリスチアーノ・ダ・マッタ | トヨタ                   | 1'10.108 | 1'11.691 |
| 12   | 5  | デビッド・クルサード       | マクラーレン・メルセデス | 1'11.068 | 1'12.026 |
| 13   | 15 | クリスチャン・クリエン     | ジャガー・コスワース     | 1'11.777 | 1'12.170 |
| 14   | 11 | ジャンカルロ・フィジケラ   | ザウバー・ペトロナス     | 1'11.223 | 1'12.470 |
| 15   | 12 | フェリペ・マッサ           | ザウバー・ペトロナス     | 1'11.315 | 1'12.721 |
| 16   | 18 | ニック・ハイドフェルド     | ジョーダン・フォード     | 1'12.329 | 1'13.147 |
| 17   | 19 | ジョルジオ・パンターノ     | ジョーダン・フォード     | 1'12.017 | 1'13.375 |
| 18   | 20 | ジャンマリア・ブルーニ     | ミナルディ・コスワース   | 1'13.776 | 1'14.010 |
| 19   | 21 | ゾルト・バウムガルトナー   | ミナルディ・コスワース   | 1'14.396 | 1'14.812 |
| 20   | 11 | ヤルノ・トゥルーリ         | ルノー                   | 1'10.559 | No Time  |

- 予選1回目のタイムが遅いドライバーから予選2回目を行う。

## 決勝

### 展開
フォーメーションラップ開始直前、5番グリッドについていたファン・パブロ・モントーヤのFW26にトラブルが発生。スペアカーに変更したため、ピットレーンからのスタートとなった。
スタート直後、3番手スタートの佐藤琢磨の進路を阻むようにミハエル・シューマッハが激しく牽制。1コーナー手前で予選9番手のフェルナンド・アロンソがアウトから琢磨をかわし、3番手に浮上。その時、後方は大混乱が発生した。1周目の1コーナーで5台が絡むクラッシュが発生。クリスチアーノ・ダ・マッタはレースに復帰することができたが、クリスチャン・クリエン、ジョルジョ・パンターノ、フェリペ・マッサ、ジャンマリア・ブルーニの4名は戦線離脱を余儀なくされた。さっそく事故車の処理のためにセーフティーカーが導入された。
6周目にセーフティーカーが退去したが、その周にミハエルはバリチェロをホームストレート上でかわし、トップに立つ。
8周目の1コーナーでアロンソがタイヤパンクによりウォールにクラッシュ。さらに9周目にはバンクのついた最終コーナーでラルフ・シューマッハが大クラッシュ。ここで再びセーフティーカー導入。ラルフ自身はコクピットから自力に脱出できず、救護隊によって病院へ搬送された。

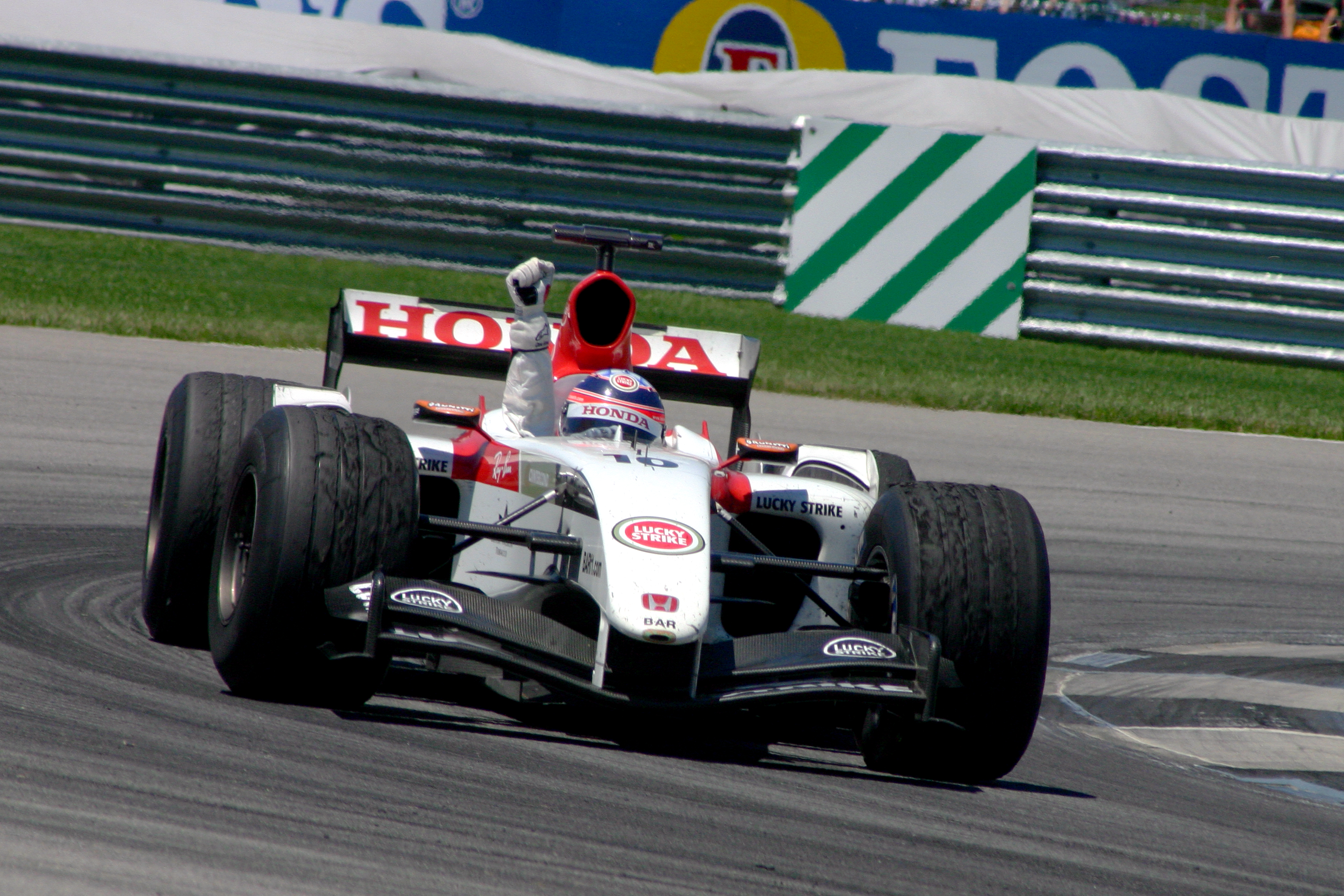
初めての表彰台に立った佐藤琢磨

このセーフティカー導入のタイミングを突いて、ピットインする車が続出。しかし、スペアカー選択のモントーヤとB・A・R勢はピットインしなかった。本線がラルフのマシン撤去の影響で低速で通過しなければならなかったため、ピットインしたミハエルがトップを維持したまま隊列に復帰した。ジェンソン・バトンは24周目に、琢磨は25周目にピットインした。しかし、27周目にバトンが再びピットイン。ギヤボックストラブルが発生しリタイヤしてしまう。この時点で琢磨は10番手を走行していた。ここからオーバーテイクの連発。デビッド・クルサード、ジャンカルロ・フィジケラ、オリビエ・パニスをかわし、2回目のピットストップを終えて5位。さらにモントーヤの失格で4位に浮上。このとき、トップ争いも白熱していた。ミハエルより後にピットインをし、フレッシュタイヤを履くバリチェロがトップのミハエルの隙をうかがう。しかし、追い抜くまでには至らず、ミハエル、バリチェロのフェラーリ1-2でレースは進行する。

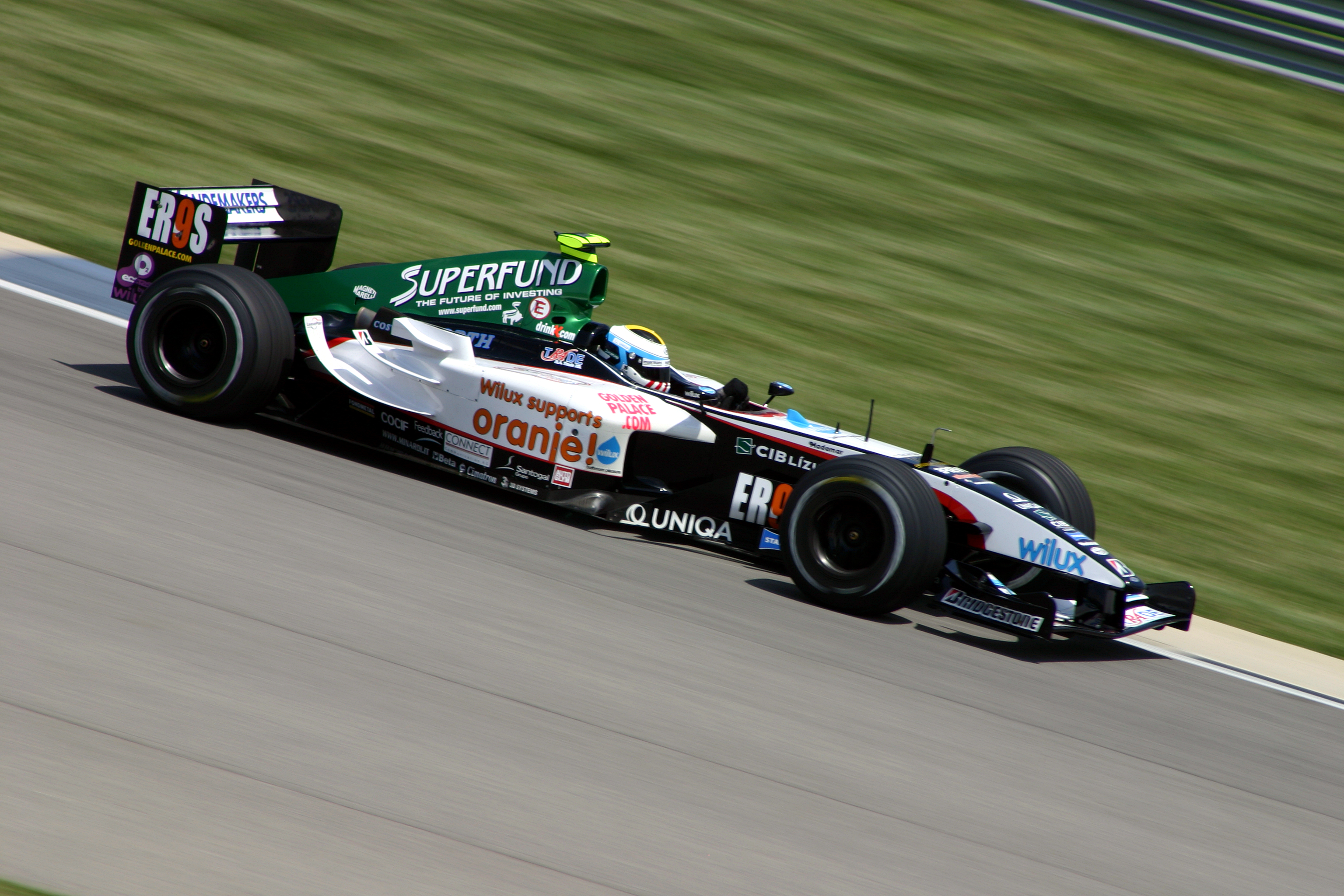
初入賞のゾルト・バウムガルトナー

ペースアップをした琢磨は3位のヤルノ・トゥルーリを猛追。60周目に1コーナーでマーク・ウェバーがエンジンブローでリタイヤ。周囲にオイルが撒き散らされた。この状態の中、トゥルーリと琢磨がサイドバイサイドで1コーナーに進入。両車ともコースオフしたが、琢磨が3位をもぎ取った。
この順位のままチェッカーを受け、ミハエルが今シーズン8勝目を上げ、圧倒的な強さで前半戦を終了した。また、琢磨が1990年日本GPの鈴木亜久里以来、14年ぶりの日本人表彰台を獲得した。そして、8位にはミナルディのゾルト・バウムガルトナーが自身初ポイントを獲得。ミナルディにとっても2002年開幕戦オーストラリアGP以来のポイントとなった。完走は9台のサバイバルレースだった。

### 結果
| 順位     | No | ドライバー                 | チーム                   | 周回 | タイム/リタイヤ | グリッド | ポイント |
| -------- | -- | -------------------------- | ------------------------ | ---- | --------------- | -------- | -------- |
| 1        | 1  | ミハエル・シューマッハ     | フェラーリ               | 73   | 1:40'29.914     | 2        | 10       |
| 2        | 2  | ルーベンス・バリチェロ     | フェラーリ               | 73   | + 2.850         | 1        | 8        |
| 3        | 10 | 佐藤琢磨                   | B・A・R・ホンダ          | 73   | + 22.036        | 3        | 6        |
| 4        | 7  | ヤルノ・トゥルーリ         | ルノー                   | 73   | + 34.544        | 20       | 5        |
| 5        | 17 | オリビエ・パニス           | トヨタ                   | 73   | + 37.534        | 13       | 4        |
| 6        | 6  | キミ・ライコネン           | マクラーレン・メルセデス | 72   | +1 Lap          | 8        | 3        |
| 7        | 5  | デビッド・クルサード       | マクラーレン・メルセデス | 72   | +1 Lap          | 7        | 2        |
| 8        | 21 | ゾルト・バウムガルトナー   | ミナルディ・コスワース   | 70   | +3 Laps         | 19       | 1        |
| 9        | 11 | ジャンカルロ・フィジケラ   | ザウバー・ペトロナス     | 65   | +8 Laps         | 14       |          |
| リタイヤ | 14 | マーク・ウェバー           | ジャガー・コスワース     | 60   | エンジン        | 10       |          |
| リタイヤ | 18 | ニック・ハイドフェルド     | ジョーダン・フォード     | 40   | エンジン        | 16       |          |
| リタイヤ | 9  | ジェンソン・バトン         | B・A・R・ホンダ          | 26   | ギヤボックス    | 4        |          |
| リタイヤ | 16 | クリスチアーノ・ダ・マッタ | トヨタ                   | 17   | ギヤボックス    | 11       |          |
| リタイヤ | 4  | ラルフ・シューマッハ       | ウィリアムズ・BMW        | 9    | クラッシュ      | 6        |          |
| リタイヤ | 8  | フェルナンド・アロンソ     | ルノー                   | 8    | クラッシュ      | 9        |          |
| リタイヤ | 15 | クリスチャン・クリエン     | ジャガー・コスワース     | 0    | クラッシュ      | 13       |          |
| リタイヤ | 12 | フェリペ・マッサ           | ザウバー・ペトロナス     | 0    | クラッシュ      | 15       |          |
| リタイヤ | 19 | ジョルジオ・パンターノ     | ジョーダン・フォード     | 0    | クラッシュ      | 17       |          |
| リタイヤ | 20 | ジャンマリア・ブルーニ     | ミナルディ・コスワース   | 0    | クラッシュ      | 18       |          |
| 失格     | 3  | ファン・パブロ・モントーヤ | ウィリアムズ・BMW        | 57   | 失格            | 5        |          |

- モントーヤはスペアカー乗り換え規定に違反したため失格。

- 予選、決勝順位は、公式サイト[1]より

## 第9戦終了時点でのランキング
| 順位 | ドライバー             | ポイント |
| ---- | ---------------------- | -------- |
| 1    | ミハエル・シューマッハ | 80       |
| 2    | ルーベンス・バリチェロ | 62       |
| 3    | ジェンソン・バトン     | 44       |
| 4    | ヤルノ・トゥルーリ     | 41       |
| 5    | フェルナンド・アロンソ | 25       |

| 順位 | チーム                  | ポイント |
| ---- | ----------------------- | -------- |
| 1    | フェラーリ              | 142      |
| 2    | ルノー                  | 66       |
| 3    | B・A・R-ホンダ          | 58       |
| 4    | ウィリアムズ-BMW        | 36       |
| 5    | マクラーレン-メルセデス | 17       |

- 注：ドライバー、コンストラクター共にトップ5のみ表示。